# Maison Riel
Vous lisez un « bon article » labellisé en 2012.
La maison Riel est une maison musée de Winnipeg au Manitoba datant de 1880 et marquée par une figure politique canadienne de l'époque, Louis Riel. Sa construction est typique de l'architecture de la colonie de la rivière Rouge. Cependant, ce sont sa mère et ses frères qui y vécurent, lui-même n'y séjournant qu'à l'été 1883 et quelques jours de décembre 1885 quand, après sa condamnation à la pendaison, sa dépouille y est exposée deux jours avant d'être enterrée à Saint-Boniface. À l'instigation d'un de ses frères, le premier bureau de poste de Saint-Vital y est ouvert, la famille l'habitant jusqu'en 1968, année de son acquisition par une société historique.
La maison est ensuite restaurée dans son état de 1886 et aménagée en musée. Elle est désignée lieu historique national en 1976 et reconnue comme édifice fédéral du patrimoine en 2000. Elle est administrée par Parcs Canada.

## Localisation
La maison Riel est située au 330, chemin River dans la banlieue sud de la ville de Winnipeg, dans le quartier de Saint-Vital. Elle est située dans un parc urbain de 1,09 ha appartenant à Parcs Canada. La maison est située à 400 m de la rivière Rouge.

## Histoire

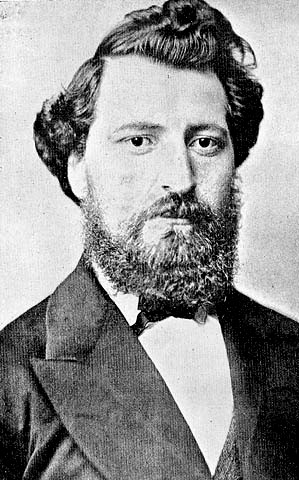
Louis Riel peu avant sa mort.

C'est en 1844 que Louis Riel père et Julie Lagimodière se marient à Saint-Boniface. Leur fils Louis Riel naît l'année même dans la ferme familiale à la confluence de la Seine et de la Rouge. Vers 1850, la famille déménage à Saint-Vital. Le lot de la propriété a été donné par Mgr Alexandre-Antonin Taché à Julie Lagimodière-Riel en 1864, peu après le décès de son mari. Julie et ses enfants habitent à l'origine une maison au bout du lot donnant sur la Seine.
Louis Riel, jeune politicien de 26 ans, avait pris la tête du gouvernement provisoire du Manitoba à l'occasion de la Rébellion de la rivière Rouge en 1869. Ces troubles étaient dus à l'intégration de la Terre de Rupert au Canada ainsi qu'au désir des Métis de faire reconnaître leurs droits fonciers et politiques. Les négociations avec le Canada permirent au Manitoba d'être intégré comme une province distincte le 12 mars 1870. Cependant, après le refus du gouvernement fédéral de déclarer l'amnistie, ainsi que des menaces de mort, Riel dut se résoudre à l'exil aux États-Unis. Il bénéficia finalement de cette mesure en 1875 contre la promesse de ne pas retourner au Canada avant cinq ans.
La maison Riel est bâtie en 1880 et 1881. Quant à Louis Riel, il n'a habité cette maison que brièvement en été 1883, de retour d'exil des États-Unis.
En 1884, dans les Territoires du Nord-Ouest (l'actuelle Saskatchewan), les Cris et les Pieds-Noirs sont au bord de la famine à la suite de la quasi-disparition du bison. Les Métis ont beaucoup de difficulté à passer de la chasse à l'agriculture et les blancs ont des griefs contre le Canadien Pacifique qui a décidé de faire passer le chemin de fer transcontinental beaucoup plus au sud que prévu. Une délégation ramène Riel des États-Unis au début juillet 1884. Il consacre une grande partie de l'automne 1884 à convaincre les Métis et les blancs de s'unir pour faire valoir leurs droits. La « Déclaration révolutionnaire des droits » est adoptée par l'assemblée le 8 mars 1885. Cependant, ses revendications tournent rapidement au conflit armé lors de la bataille du lac aux Canards le 26 mars. Le gouvernement du Canada réagit rapidement en envoyant 5 000 soldats pour mater la rébellion. Batoche est attaqué le 9 mai et les rebelles se rendent le 12. Riel est capturé le 15 mai. Accusé de haute trahison, son procès débute le 2 juillet. Son procès est plutôt une parodie de justice, le juge n'ayant pas l'indépendance requise par rapport au gouvernement qui pouvait le licencier à sa guise. Riel est déclaré coupable par le jury le 1er août. Les divers appels sont rejetés et il est pendu le 21 novembre 1885 dans les quartiers de la police montée du Nord-Ouest, à Regina.

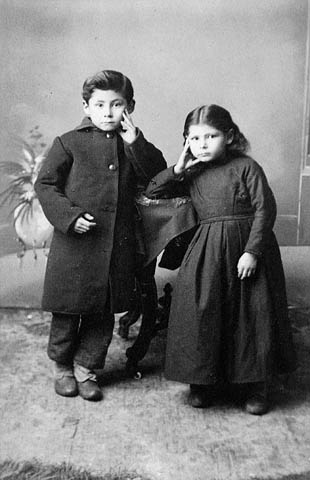
Jean-Louis et Angélique, les enfants de Louis Riel.

Après l'exécution de Louis Riel, en décembre 1885, sa dépouille est exposée durant deux jours dans le salon familial et sa veuve, Marguerite Monet-Riel, et leurs enfants, Jean-Louis et Angélique, accueillent les très nombreux visiteurs venus lui rendre un dernier hommage. Il est ensuite enterré au cimetière de la cathédrale de Saint-Boniface. À l'époque de sa mort, douze personnes habitent la maison, soit Julie Lagimodière-Riel, ses deux plus jeunes fils ainsi que leurs épouses et enfants et l'épouse de Louis et ses enfants. Marguerite décède dans cette maison au cours du printemps suivant, en mai 1886.
Joseph Riel, le frère de Louis, obtient en 1896 l'autorisation d'ouvrir le premier bureau de poste de Saint-Vital. Il fait construire une annexe à la maison dans laquelle il installe le bureau de poste.
La maison Riel appartient à la famille Riel et à ses descendants jusqu'en avril 1968, lorsqu'elle est achetée par la Société historique du Manitoba. Sa propriété est transférée au gouvernement fédéral le 15 avril 1970. L'organisme lui enlève deux couches de parements, l'annexe ayant contenu le bureau de poste ainsi que la véranda. La maison est entièrement restaurée en 1979 et 1980 pour retrouver son allure de 1886. Le coût de restauration de la maison n'est pas connu, mais il est estimé entre 500 000 et 750 000 $ CA.
La maison est désignée lieu historique national par la commission des lieux et monuments historiques du Canada le 11 juin 1976 pour sa commémoration de Louis Riel et parce qu'il s'agit aussi d'une maison typique, par sa construction et sa situation, des lots riverains métis. Elle est ensuite reconnue édifice fédéral du patrimoine par le bureau d'examen des édifices fédéraux du patrimoine le 24 mars 2000.

## Caractéristiques

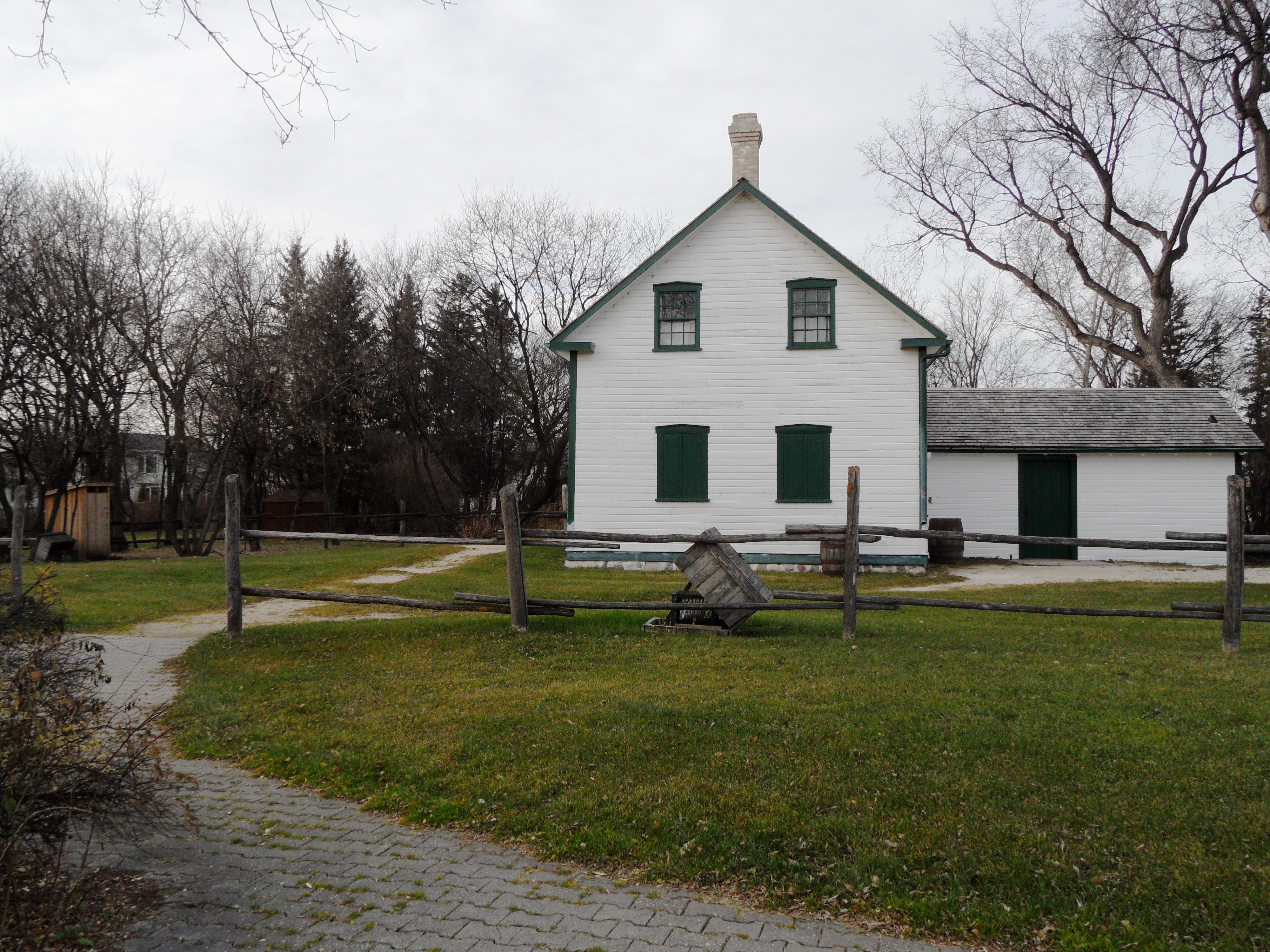
Maison Riel vue du sud

Le lot d'origine de la maison Riel est typique des lots concédés dans la colonie de la rivière Rouge, soit d'une dimension de 3 km de profondeur par une largeur variant de 150 à 250 m de largeur. Cette organisation territoriale reprise du régime seigneurial de la Nouvelle-France convenait parfaitement aux colons en leur donnant une part égale de terre noire pour la culture des céréales et des légumes, ainsi que des terres moins riches pour le pâturage. Cette division permet aussi à tous d'avoir accès à la rivière Rouge. Le lot d'origine a été abondamment subdivisé : Parcs Canada n'est plus propriétaire que d'un petit parc urbain de 1,09 ha.
La maison Riel a une forme de « L » et une façade orientée à l'ouest. Elle est composée d'une résidence principale d'un étage et demi avec, au nord-est, une annexe rectangulaire qui peut servir de cuisine d'été. L'extérieur est recouvert d'un parement à clin en bois peint en blanc. Ses fenêtres sont encadrées de volets verts. Le toit est en bardeaux de cèdre.

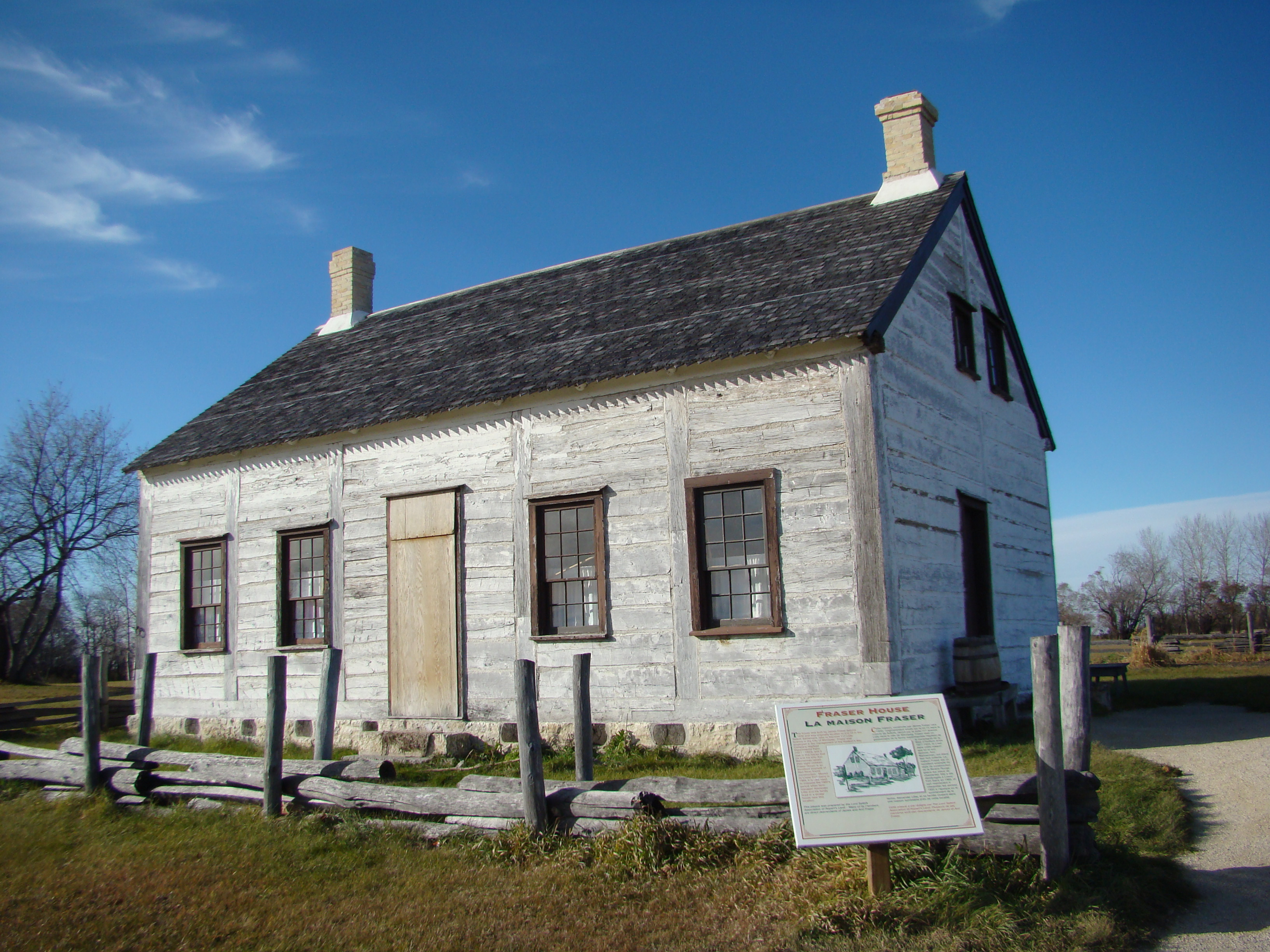
La maison Fraser à Lower Fort Garry, un bon exemple de structure pièce-sur-pièce à coulisse.

La façade est percée d'une porte et de deux fenêtres à guillotine disposées de façon symétrique et ayant quatre rangées de trois carreaux. Le côté sud comporte deux fenêtres à chaque étage et le côté nord a deux fenêtres au niveau du comble et une seule au rez-de-chaussée. L'annexe a une porte du côté sud et une fenêtre du côté nord.
Les murs de la charpente ont été construits selon une technique canadienne-française appelée pièce-sur-pièce à coulisse,,. Ce type de construction exploite des poutres verticales rainurées qui accueillent les languettes des rondins horizontaux dans l'intervalle. Les interstices des rondins sont bouchés par un mélange de boue et de paille. Il s'agit du seul élément d'origine de la maison. Elle repose sur une fondation de pierres des champs et son annexe sur une sole ou sur une dalle de béton.
Le rez-de-chaussée de la maison Riel comprend une salle commune ainsi que deux chambres à coucher dont une privée, un luxe rare à l'époque. Les pièces sont séparées par des cloisons en lambris de bois. Le comble est aussi aménagé comme chambre à coucher commune,. Le chauffage est assuré par un poêle à bois. L'annexe, qui n'est pas isolée, sert de cuisine d'été et de pièce de rangement pour le bois de chauffage l'hiver.
L'ameublement de la maison reflète le mélange des cultures canadienne-française et amérindienne des Métis. L'une des plus grandes influences amérindiennes est la présence d'un hamac utilisé comme berceau. Ce dernier est renforcé par une ceinture fléchée qui faisait partie de l'habillement des hommes. Le rangement n'est assuré que par une seule armoire, les effets personnels étant rangés dans des coffres. Les murs sont ornés de portraits de famille ainsi que de portraits de la Sainte Famille, du pape Pie IX et du Mgr Ignace Bourget.
Un article paru dans Archivaria (en) en 1984, affirme que la maison est probablement suréquipée en objets, mais qu'il y a sous-représentation des biens de l'industrialisation naissante. Il mentionne aussi qu'il y une interprétation trop libre au niveau des vêtements familiaux. Finalement, l'absence de dépendances de ferme et le fait que le lot d'origine ait été subdivisé nuisent à la valeur commémorative du site.

## Tourisme et administration

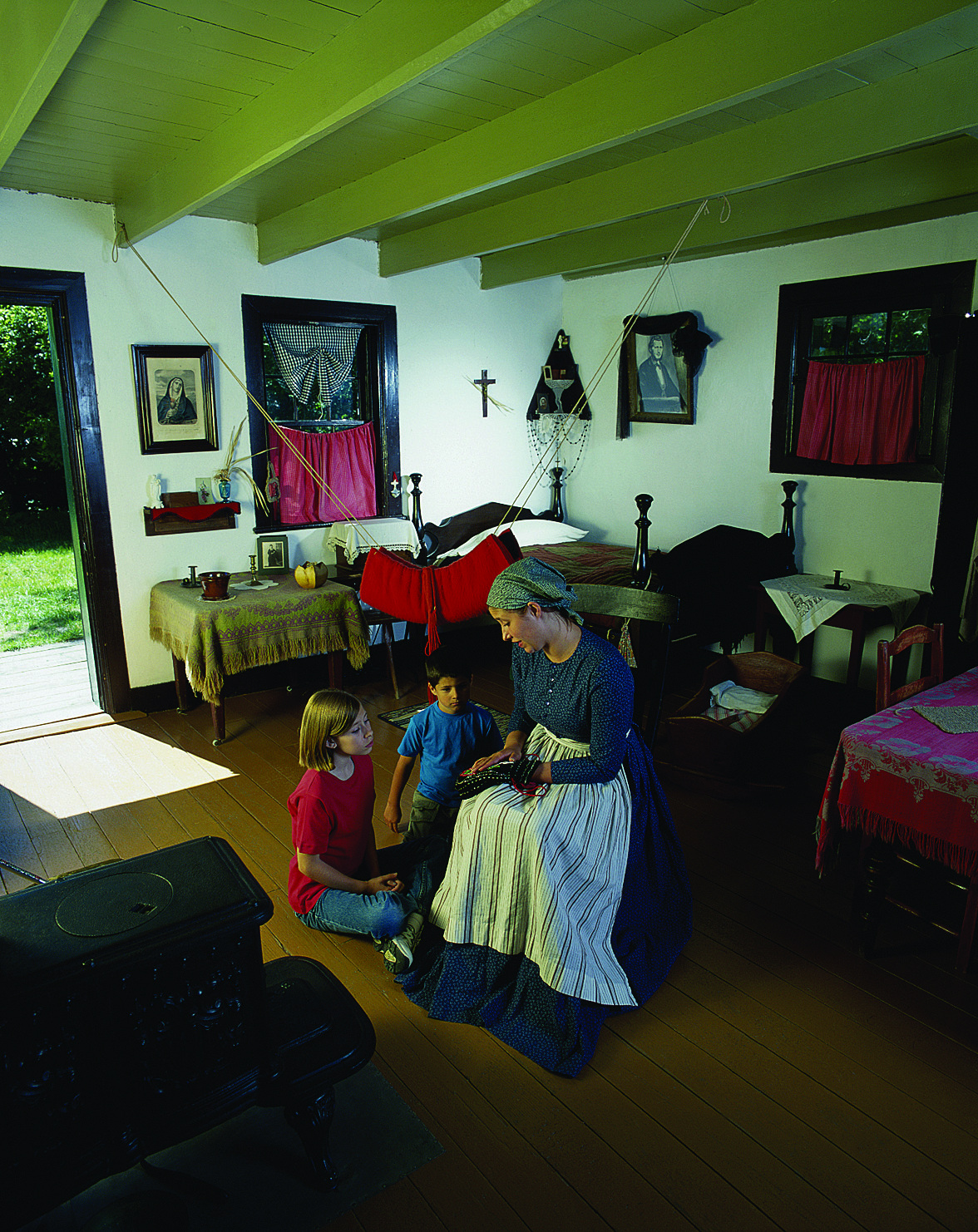
Animation à l'intérieur de la maison Riel.

La maison Riel est ouverte tous les jours de la fête du Canada, le 1er juillet à la fête du Travail (début septembre). En plus de la maison, le parc urbain est équipé d'un terrain de stationnement, de toilettes publiques et d'une aire de pique nique. L'interprétation consiste en une visite auto guidée, une exposition et le livret Xplorateurs de Parcs Canada, un programme à l'intention des enfants âgés de 6 à 11 ans ; tous sont disponibles en français et en anglais,. Les activités d'interprétation et l'animation sont aussi fournies par les organismes communautaires. Le lieu historique national a été fréquenté par 3 792 visiteurs au cours de l'année 2011-2012.
De 1980 à 2012, le lieu historique national était géré par la Société historique de Saint-Boniface. Il est aujourd'hui administré à partir de Winnipeg par Parcs Canada, une agence du ministère de l'Environnement du Canada. Pour l'année financière 2011-2012, l'agence dispose d'un budget de 696 millions $ CA pour gérer 42 parcs nationaux, 956 lieux historiques nationaux — dont 167 gérés directement par l'agence — et quatre aires marines nationales de conservation.